# Giovanni Battista Bugatti

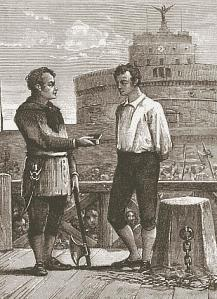
Mastro Titta oferuje skazańcowi tabakę.

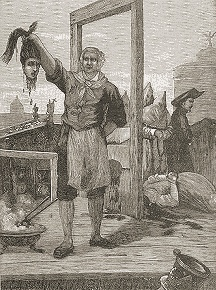
Mastro Titta pokazuje widzom głowę ściętego skazańca.

Giovanni Battista Bugatti (ps. „Mastro Titta”, ur. 1780, zm. 1869) – oficjalny kat Państwa Kościelnego w latach 1796–1865, najdłużej sprawująca ten urząd osoba.
Swoją pierwszą egzekucję wykonał w Rzymie w 1796 roku, łącznie dokonał ich 516. Początkowo stosował głównie wieszanie na szubienicy, ścięcie toporem oraz ćwiartowanie. W 1798 roku Francja zajęła Rzym, tworząc Republikę Rzymską, jednak Bugatti pozostał na stanowisku. W okresie rządów francuskich wprowadzono w Rzymie egzekucję za pomocą gilotyny, której nie zniesiono po odzyskaniu kontroli nad miastem przez papiestwo.
Bugatii nie zajmował się sprawami przestępstw religijnych, wykonywał głównie egzekucje na kryminalistach.
Ostatniej egzekucji dokonał w 1865 roku, na emeryturze do śmierci utrzymywał się z wypłacanej mu przez papieża Piusa IX pensji.
Bugatti był jedną z bardziej znanych osób w XIX-wiecznym Rzymie, nazywany był Mastro Titta, co było zdrobnieniem od Mastero di Giustizia, tj. mistrz sprawiedliwości.
Jedną z egzekucji w 1813 roku obserwował George Gordon Byron, zaś tę wykonaną 8 marca 1845 opisał Charles Dickens w swojej pracy Pictures from Italy.